# Средня Вас-при-Драгі
Средня Вас-при-Драгі (словен. Srednja vas pri Dragi) — поселення в общині Лошкий Поток, регіон Південно-Східна Словенія, Словенія. Висота над рівнем моря: 786,5 м.